# Textured vegetable proteine

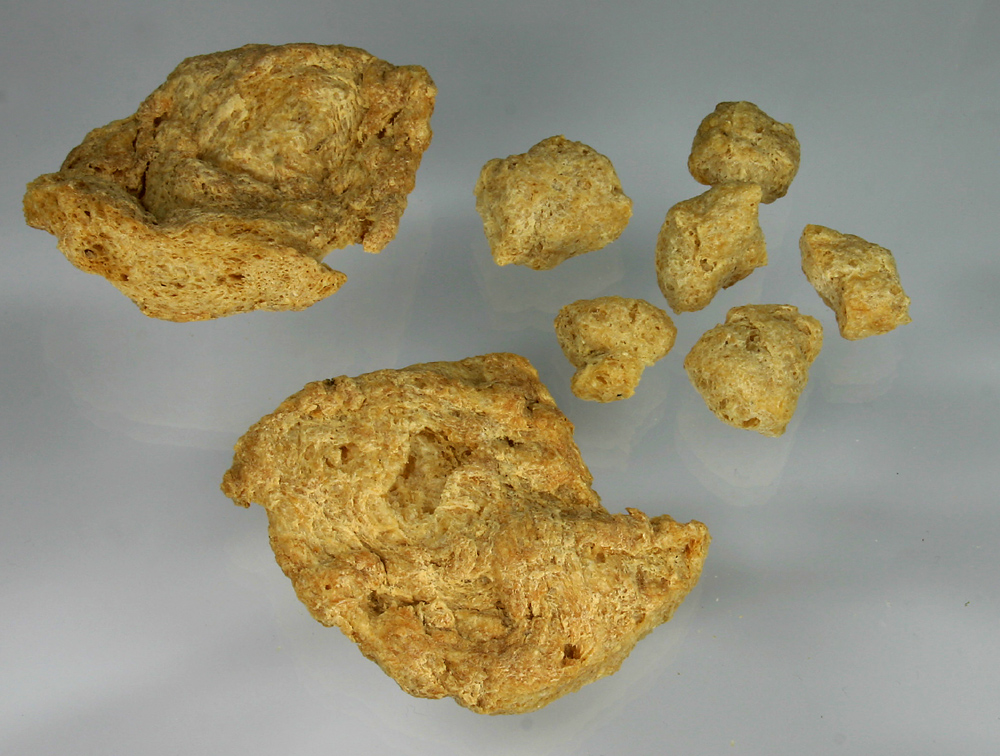
TVP-sojabrokjes

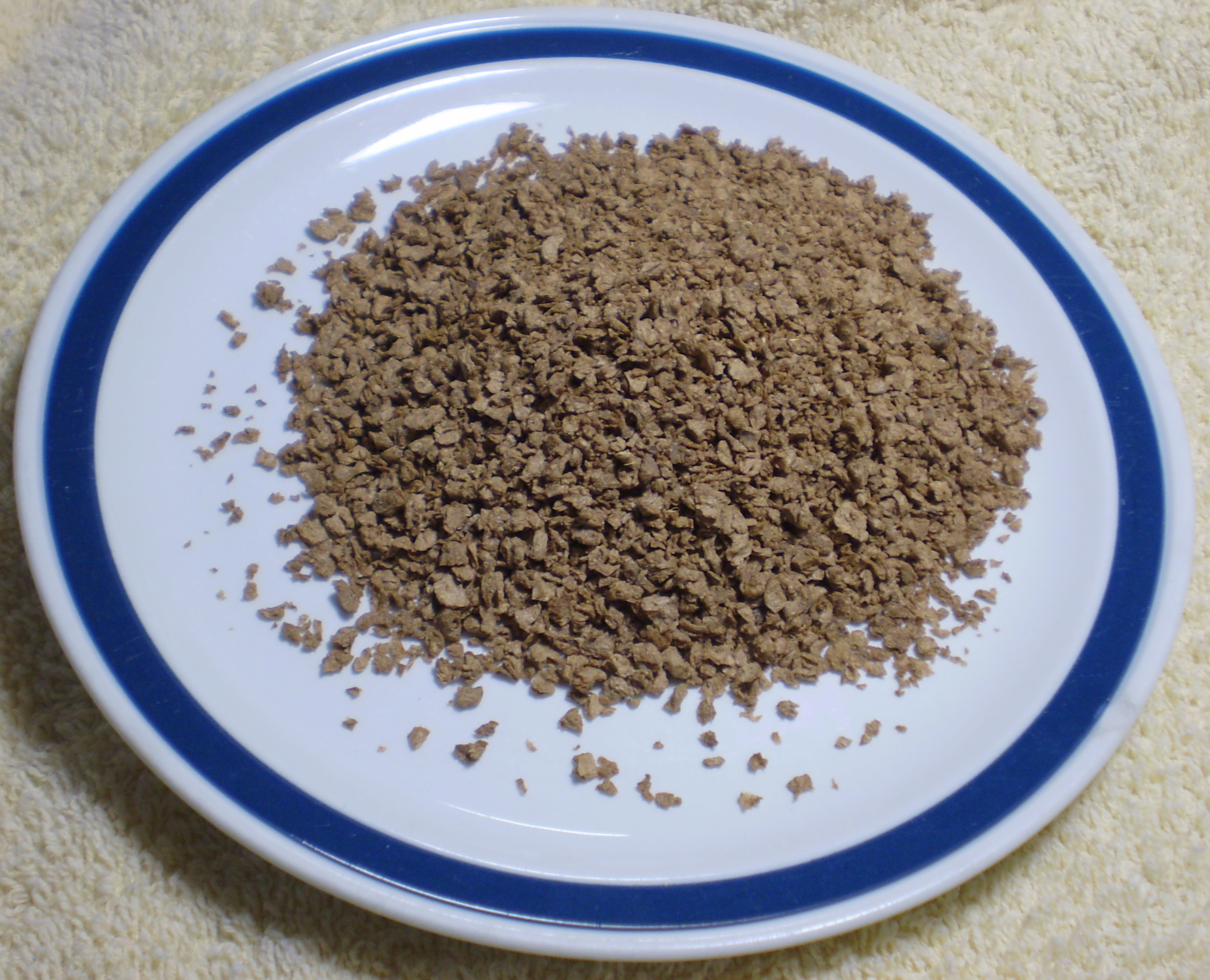
Donkere sojagranules als gehakt

Textured Vegetable Proteïne (TVP, ook sojabrokken genoemd), is een vleesvervanger samengesteld uit hoogwaardig plantaardig (soja- of tarwe-) eiwit, maar kan ook uit katoen- en haverzaden gemaakt worden. Het heeft een sponsachtige structuur die aan de textuur van vlees kan doen denken. Het is een bijproduct van het extraheren van sojaolie. Het wordt vanwege het geringe gewicht ook wel gebruikt door rugzaktoeristen.

## Geschiedenis
TVP werd ontwikkeld door Ellen G. White, oprichtster van de Amerikaanse Zevendedagsadventisten beweging, die gezonde en vegetarische voeding promoten vanuit hun geloofsovertuiging. In 1922 werd TVP onder de naam 'Soy Bean Meat' in Tennessee (VS) als eerste commercieel op de markt gebracht.

### Geschiedenis in Nederland
Op 1 februari 1968 werd TVP in Nederland met een ongekend groot reclameoffensief gelanceerd door Vroom & Dreesmann, die het alleenverkooprecht op het product van het Amerikaanse bedrijf Archer Daniel Midland bezat. De winkelketen presenteerde het als de naam kunstvlees in twee verschillende pakjes TVP, met hamsmaak (ƒ 2,85) en met baconsmaak (ƒ 3,25). Ondanks een hausse aan publiciteit flopte het product. In juli 1969 was de Nederlandse importeur van de vleesvervanger failliet. TVP uitdrukkelijk positioneren als kunstvlees bleek een onhandige keuze. De toevoeging kunst- had voor het publiek een negatieve klank. Bovendien bleek de moeizame bereidingswijze een struikelblok. De TVP-brokjes moesten, zo werd voorgeschreven, eerst anderhalf uur weken voordat ze verder konden worden bereid. Sinds de jaren 90 komen er echter steeds meer TVP-producten en -producenten op de markt en vinden we het in bijna elke supermarkt.

## Bereiding
TVP is een gedroogd product en dient te worden voorbewerkt. Het kan vooraf aan de verdere bereiding worden voorgeweekt, zoals met gedroogde peulvruchten gedaan wordt. Handiger is het TVP voor te koken in water met bijgevoegde smaakmakers als bouillon, sambal of knoflookpuree. Het product zal uitzetten tijdens het koken. Na de voorbereiding is het product geschikt om verder op smaak te brengen met kruidenmengsel, condiment of marinade, waarna het kan worden gebakken of gebraden. In gemalen vorm kunnen er, na toevoeging van de juiste kruidenmengsels, ook worsten en frikandellen mee vervaardigd worden.

## Productie
TVP wordt meestal gemaakt van sojaeiwit, sojameel of sojaconcentraat met een hoog eiwitgehalte (50%), maar het kan ook worden gemaakt van katoenzaad, tarwe of haver. Het wordt geëxtrudeerd tot verschillende vormen (stukjes, vlokken, blokjes, korrels en sliertjes) en afmetingen, die heet uit een spuitmond komen en daarna expanderen. De ontvette thermoplastische eiwitten worden verwarmd tot 100 à 200 graden Celsius waardoor het denatureert in een vezelig onoplosbaar poreus netwerk dat wel drie keer zijn eigen gewicht aan vloeistof kan opnemen. Als het gesmolten eiwitmengsel de spuitmond verlaat expandeert het door de plotselinge drukdaling in een vaste stof.

## Samenstelling
In droge vorm heeft TVP een eiwitgehalte van 50% en kan het gehydrateerd worden tot een verhouding van 2:1 waardoor het eiwitgehalte drastisch daalt naar 16%, wat ongeveer gelijk staat aan dat van vleesgehakt.
Veel TVP-producenten gebruiken n-hexaan om het sojavet van de eiwitten te scheiden. Sporen van dit oplosmiddel kunnen gevonden worden na de productie. Onderzoek op knaagdieren heeft uitgewezen dat het vrijwel onmogelijk is genoeg n-hexaan binnen te krijgen om schade te veroorzaken. Gemeten niveaus van overgebleven n-hexaan zijn ongeveer 20 delen per miljoen. Uit hetzelfde knaagdierenonderzoek blijkt dat men ongeveer 250 kg TVP per kilo lichaamsgewicht zou moeten consumeren om tot een toxische dosis te komen.
TVP is de laatste jaren verkrijgbaar in steeds meer verscheidene vormen en groottes, zoals gruis of granules (voor 'gehakt'), brokken, stukjes en reepjes, en grote lappen (voor 'schnitzels').

## Toepassingen

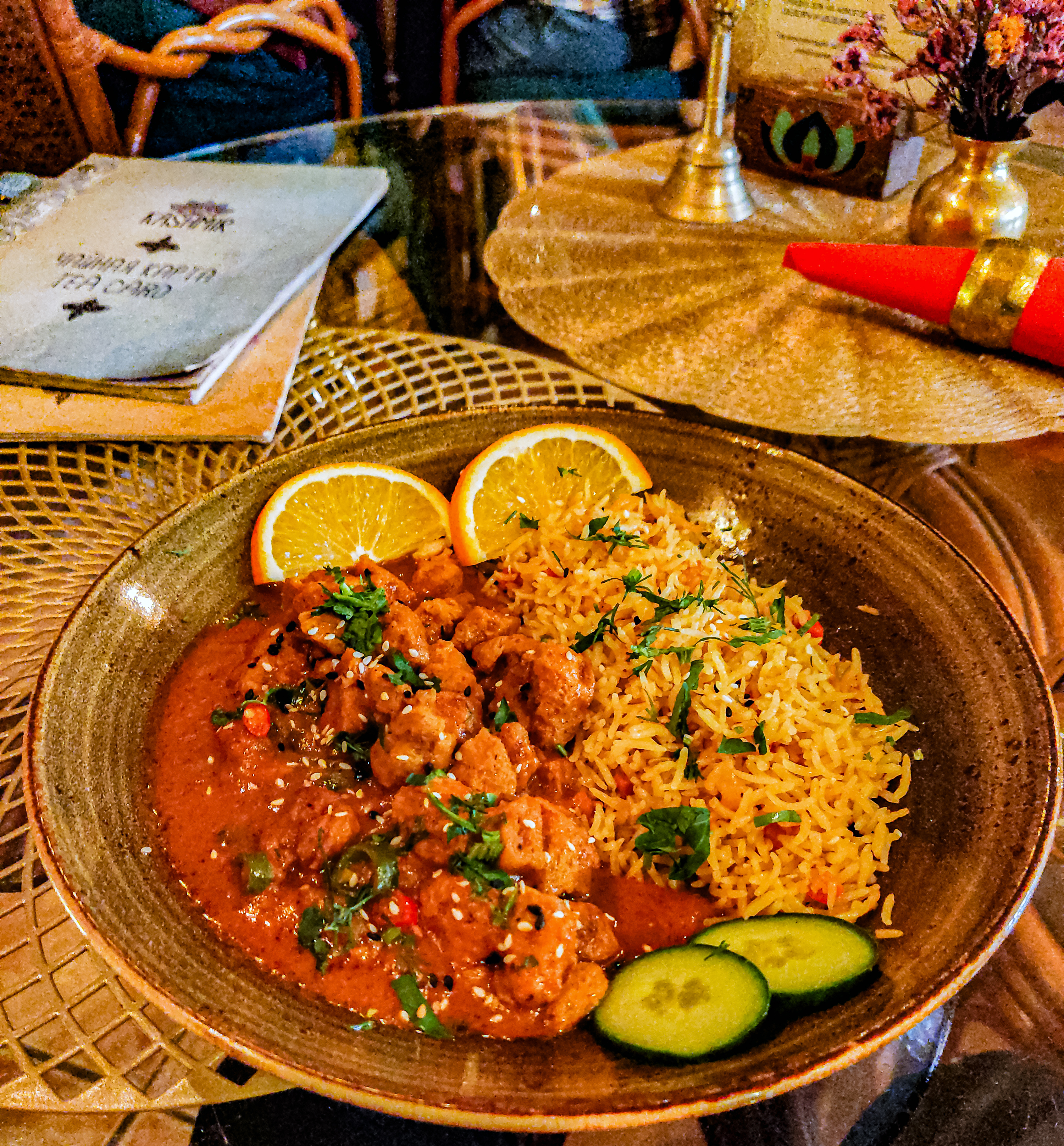
Curry met kip in sojavervanger in een Indiaas restaurant in Sint-Petersburg, Rusland

TVP wordt voornamelijk gebruikt als goedkope vleesvervanger omdat het gemiddeld ongeveer een derde kost van gemalen vlees, wanneer het samen met vlees wordt gemengd helpt het meer vocht vast te houden om zo het totale gewicht vast te houden wat normaal zou worden verloren tijdens verdere verwerking. In de industrie wordt gemiddeld vastgehouden aan ongeveer 15 tot 25% TVP gemengd met gewoon vlees om te komen tot een mengsel waarbij de gewone consument niet doorheeft dat er sprake is van een mengsel en er dus significant kan worden bespaard. TVP kan worden herkend op een ingrediëntenlijst van een vleesproduct onder de volgende benamingen: gesponnen soja-eiwit, sojabonen, TVP, eiwitisolaat, sojaisolaat, sojaschroot, sojagranulaat.
TVP wordt vanwege de hoeveelheid hoogwaardige plantaardige eiwitten en haar cholesterol-arme kwaliteit, in grote hoeveelheden aan vleesproducten toegevoegd door de vleesindustrie, onder de noemers 'vullers' en 'meat-extenders'. In vakbladen van de vleesindustrie vind je zelfs meer advertenties van TVP-producenten dan in magazines voor vegetariërs.